# ナンバーファイブ 吾
『ナンバーファイブ 吾』（ナンバーファイブ）は、松本大洋による長編漫画。『スピリッツ増刊IKKI』2000年第1号から『月刊IKKI』2005年3月号まで掲載された。遠い未来の地球で起こる、人工的に作り出された超人たちの戦いと葛藤を通して、命の宿命とすすむべき未来を描いた作品。激しくスピーディな戦闘シーンと、幻想的で繊細な世界描写が特徴。

## あらすじ
遠い未来。人類の起こした傍若無人な振る舞いによって、生命の生態系は崩れ、世界は崩壊の危機を迎えてしまう。この崩壊した世界から人類を救うため、9人の幹部組織「虹組」を頂点にした、特殊な能力を持つ人間達によって構成された組織「国際平和隊」がつくられる。かれらの活躍によって再び平和な日々が訪れたかにみえた。しかし、ある日「虹組」のメンバーであったひとりの男が、ひとりの女を連れ去って逃亡したことによって、それは揺らぎ始める。男の名はNo.吾（ナンバーファイブ）。女の名はマトリョーシカ。なぜ彼は反逆を企てたのか。
No.王の判断により、古いしきたりに従って、虹組隊員による一騎討ちで吾を仕留める手筈となる。冒頭、No.苦が送り込まれた決闘シーンから物語が始まる。

## 登場人物
No.吾（ナンバーファイブ）
本名はユーリ。本作の主人公。天才的な狙撃手。純粋な性格とともに冷徹な思考も併せ持つ。かつてビクトルの下に勤めていた過去を持つ。その後虹組に入り、虹組最強の戦闘部隊の隊長を務めていたが、突如反逆を行う。
マトリョーシカ
本名はマリー。大食らいでころころとした体格。白痴のようにみえるが、少女の頃は並外れた知性を持っていた謎の多い存在。物語の鍵を握る女。

### 虹組
平和隊隊長9名によって組織される幹部組織。各隊長にはひとつずつナンバーが与えられる。
No.王（ナンバーワン）
本名はマイク・フォード・デイビス。虹組のリーダー。理想を追い、心から世界の平和を願う。総合的に能力が高く、人（特に少年少女）を惹きつける特異な才をもつ。
No.仁（ナンバーツー）
本名は尚昆（しょうこん）。虹組一の切れ者、知性派。バイクを愛するスピード狂。一方、冷笑的で厭世的な面も強い。虹組を遠くから眺めている。
No.惨（ナンバースリー）
本名はカルロス。格闘家。人工的に強化された肉体を持ち、接近戦では抜きんでた戦闘能力を持つ。体のパーツを交換することによって、様々な武装を装着する。
No.死（ナンバーフォー）
本名はアーイ兄弟。双子の妖術使い。既に老人であるが、普段はその妖術により子供の容姿に見せている。王とは強い心のつながりをもつ。
No.岩（ナンバーシックス）
本名はホーク。かつてNo.王の座にいた男。ネイティブアメリカンをモデルに描かれる、老獪な戦士。自分が一番優秀だとみなしており、現状に対する不満から、王への復帰を願っている。イナズマという愛馬に乗り、弓矢や斧を武器に戦う。白兵戦では無敵。
No.亡（ナンバーセブン）
本名はオムル。海を愛する心優しき男。アフロの黒人として描かれる。自らの思想により虹組から離脱する。
No.蜂（ナンバーエイト）
本名はロビン。巨漢。虹組一の怪力を誇る豪快な男。部下に慕われる。
No.苦（ナンバーナイン）
本名はヒロシ。クラシック音楽を愛する知性派。虹組の最年少メンバーで、将来を期待されている。

### その他
ビクトル大佐
かつてのNo.仁。邪悪の心を持つ男。超人的な狙撃能力をもつ。ユーリの師匠。
ナザロフ
ユーリの親友。現在はビクトル大佐の部下。
ドミニク
No.蜂を慕う彼の部下。
レッドノーズ
No.吾を見張る諜報部員。
PAPA
本名フリートリッヒ・モント。ユーリ達を作り出した天才科学者。
ドノバン長官
軍の長官。超人達を嫌っている。

## 単行本
小学館より全8巻が刊行されている。また、これの内容を四冊にまとめた「新装版」が発売された。
1. 2001年11月30日発行。ISBN 4091882013
2. 2002年5月30日発行。ISBN 4091882021
3. 2003年3月29日発行。ISBN 409188203X
4. 2003年8月30日発行。ISBN 4091882048
5. 2004年1月30日発行。ISBN 4091882056
6. 2004年6月30日発行。ISBN 4091882064
7. 2004年11月30日発行。ISBN 4091882072
8. 2005年2月28日発行。ISBN 4091882080